# باريس تورز 1964
باريس تورز 1964 هو سباق دراجات هوائية، وهو الموسم رقم 58 من باريس تورز، وأقيم في 11 أكتوبر 1964.
فاز بالمركز الأول غويدو رييبروك، وبالمركز الثاني ريك فان لوي، وبالمركز الثالث Gustaaf De Smet ‏.

## الفائزون
| الترتيب | الفائز           |
| ------- | ---------------- |
| الفائز  | غويدو رييبروك    |
| الثاني  | ريك فان لوي      |
| الثالث  | Gustaaf De Smet ‏ |